# Ур
Ур (клиноп. 𒋀𒀕𒆠, шум. Urim, аккад. Uru) — один из древнейших шумерских городов-государств древнего южного Междуречья (Месопотамии), существовал с 6-го тысячелетия до н. э. до IV века до н. э. Ур был расположен в южной Вавилонии, на юге современного Телль-Эль-Мукайяр в Ираке, близ Насирии, в низовьях на западном берегу реки Евфрат на территории, имеющей современное арабское название «Тель-Эль-Мукайяр» («Битумный холм»). Город упоминается в Ветхом Завете как «Ур Халдейский», родина Авраама.
Область, или ном Ур (шум. Урим, ныне Телль-эль-Мукайяр) был расположен в устье реки Евфрат. Кроме города Ур, к этому ному относились также города Эриду (ныне Тель-Абу-Шахрейн), Муру и поселение, погребённое под холмом Телль эль-Убейд (его шумерское название не установлено). Общинным богом Ура был Нанна. В городе Эриду почитался бог Энки.

Древнее Междуречье

## История Ура
Поселение на месте Ура было основано в 6-е тысячелетие до н. э., в 4-е тысячелетие до н. э., в период Урука, Ур стал городом. Эпоху первого расцвета Ура относят примерно к началу 3-го тыс. до н. э., это так называемый Раннединастический период (3000 — 2400 до н. э.). Ур тогда господствовал над прилегающей сельской округой площадью около 90 км² и несколькими меньшими городами — Эриду, Муру и городищем Убайд. Контролируя южную часть дельты Евфрата и выход к Персидскому заливу, Ур соперничал в борьбе за главенство в Междуречье с Уруком.
С 3-го тысячелетия до н. э. Ур был одним из крупнейших центров шумерской цивилизации. В эпоху своего расцвета Ур был многонаселённым городом с великолепными храмами, дворцами, площадями и общественными зданиями, а его жители (и мужчины, и женщины) любили украшения. По археологическим раскопкам известны оборонительные стены, гавани, зиккурат, храмы, дворец, мавзолей, надписи, клинописный архив, каменная скульптура, цилиндрические печати периода 3-й династии. Найден также был некрополь времени I династии, в том числе 16 так называемых царских гробниц — каменных склепов с дромосами; человеческие жертвоприношения (до 74 человек), колесницы, оружие, драгоценная утварь и др. Жилые кварталы 3—2-го тысячелетий до н. э.
В период 3 этапа Раннединастического периода в Уре правила I династия лугалей. Перечень их имён в «Царском списке» из Ниппура (перечне полулегендарных династий Шумера и Аккада) изобилует пропусками и ошибками. По подлинным надписям мы знаем 6 имён этой династии. Список называет только 4 из них и добавляет ещё, быть может ошибочно, некого Балулу. О могуществе и богатстве первой династии Ура свидетельствуют царские гробницы, найденные в этом городе. Богатство урских лугалей было основано не только на захвате ими храмовой земли (о чём мы можем догадываться по некоторым косвенным данным), но и на торговле.
Около 2310 года до н. э. Ур был разгромлен аккадским царём Саргоном Древним, включившим его в состав своей единой державы и поставившим свою дочь Энхедуану, известную нам также как поэтесса, верховной жрицей-энтум лунного бога Нанны в Уре. В XXIV—XXII веках до н. э. был подчинён соседним городам-государствам. После некоторого упадка и изгнания из страны кочевников-кутиев урукским правителем Утухенгалем Ур опять расцвёл во время правления III династии Ура (2112—1996 до н. э.) в XXI веке до н. э., став столицей «царства Шумера и Аккада». Основатель этой династии — Ур-Намму — построил огромный зиккурат, прославляющий Нанну, бога Луны, и издал судебник (сохранились фрагменты). Его преемник Шульги укрепил гегемонию Ура, выстроив централизованный бюрократический аппарат.
Нашествие аморейских племён и эламитских войск на рубеже 3—2-х тысячелетий до н. э. привело к разграблению и разорению Ура; об этих трагических событиях повествует поэтический «Плач о гибели Ура». После нескольких лет оккупации разоренного города (2003—1996 годы до н. э.) эламиты покинули Ур, оставив его правителям Иссина. Дочь одного из них (Ишме-Дагана), принявшая шумерское имя Эн-Анатума, стала верховной жрицей Ура и начала восстановление храмов города. Ур смог возродиться при правлении аморейской династии Ларсы.
Ур продолжал оставаться важным шумерским городом и в вавилонскую эпоху. Однако участие Ура в восстании Юга Месопотамии против сына Хаммурапи, Самсуилуны, обернулось не только сносом городских стен, о чём сообщает надпись Самсуилуны 1739 до н. э., но и разорением жилых кварталов города и прекращением деятельности эдубы — школы, где обучались урские писцы.
Вавилонский царь Набонид проводил в Уре раскопки и перестроил местный зиккурат. Во время господства династии Страны моря, касситов, ассирийцев и Нововавилонского царства Ур сохранял своё значение торгово-ремесленного центра, но засоление почв в дельте Евфрата вызвало упадок земледелия и отток населения из города. В IV веке до н. э. город был окончательно покинут оставшимися в нём жителями, предположительно из-за изменившегося климата и изменения русла Евфрата. Древний город Ур является упоминаемым в Библии Уром Халдейским, откуда родом Авраам и его родные.

## Планировка

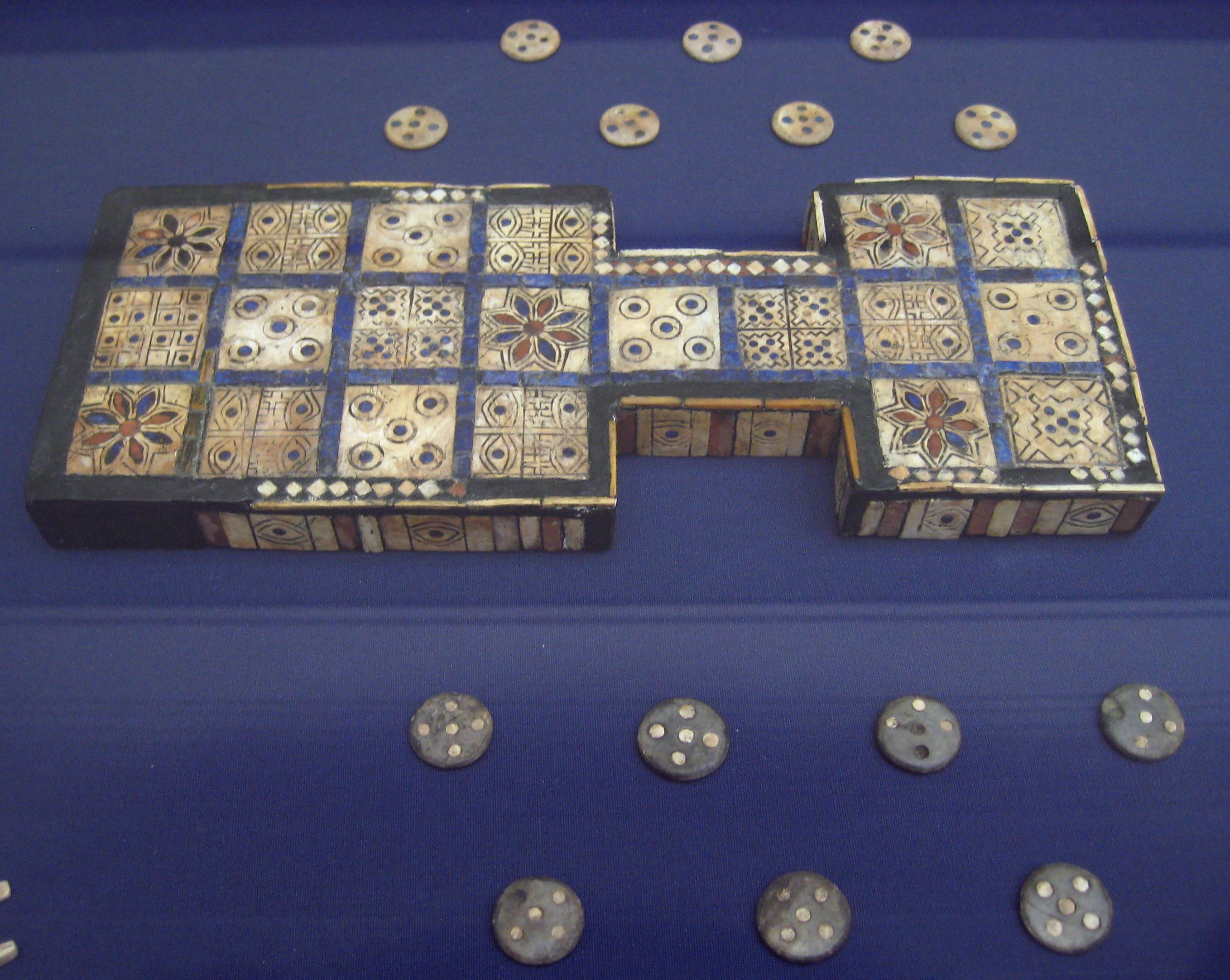
Царская игра Ура, найденная археологом Леонардом Вулли на раскопках царского кладбища Ура. Британский музей

Когда был основан Ур, уровень воды в Персидском заливе был на два с половиной метра выше, чем сегодня. Поэтому считается, что Ур имел болотистую местность и использовал каналы только для транспортировки, а не для орошения. Рыба, птицы, клубни и тростник могли поддерживать Ур экономически без необходимости сельскохозяйственной революции, которая иногда выдвигается как предпосылка для урбанизации.
Город, по-видимому, делится на районы, с купцами, жившими в одном квартале, а ремесленниками — в другом. Здесь были широкие и узкие улицы, а также открытые пространства для собраний. Дома были построены из кирпича и глиняной штукатурки. В крупных зданиях каменная кладка была усилена битумом и тростником. Людей часто хоронили (по отдельности и в одиночестве; иногда с драгоценностями, горшками и оружием) в камерах или шахтах под полами домов. Ур был окружён наклонными валами высотой 8 метров и шириной около 25 метров, в некоторых местах окаймлёнными кирпичной стеной. В других местах здания были объединены в крепостные валы. Река Евфрат дополняла эти укрепления на западной стороне города.

## Раскопки

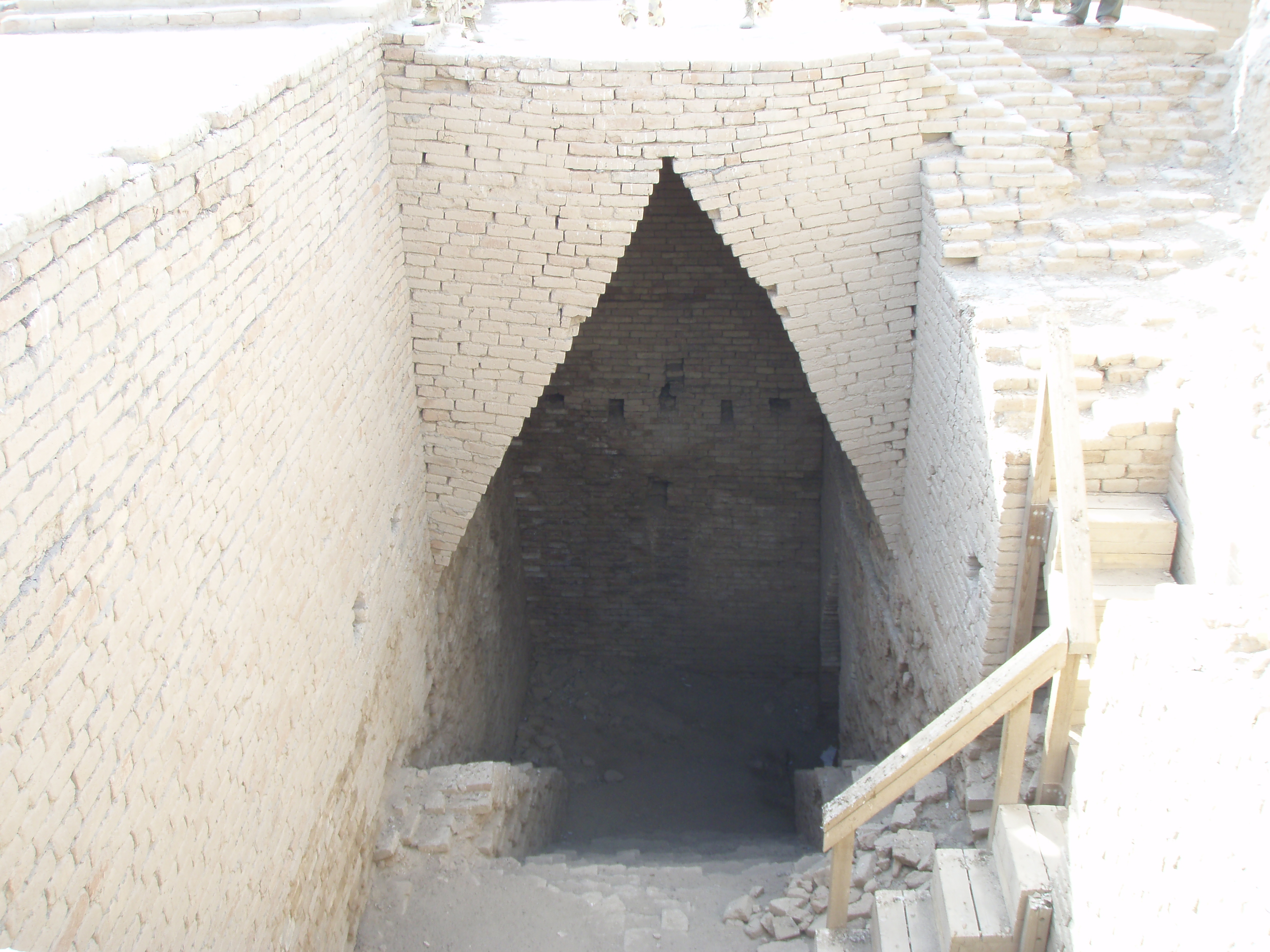
Вход в подземные камеры гробницы некоего правителя Ура

Одним из первых европейцев курган над городом посетил в 1625 году итальянец Пьетро делла Валле, обнаруживший здесь кирпичи с клинописью.
Раскопки Ура впервые произведены в 1854 году служащим британского консульства в Басре Тэйлором для Британского музея. Были обнаружены развалины храма местного бога Сина, «дома великого света», а также интересные некрополи, с погребениями или в круглых гробах, или под кирпичными сводами, или (для бедных) в глиняных сосудах. Раскопками обнаружены оборонительные стены, дворцы, храмы, зиккурат, гробницы, клинописный архив. При скелетах найдены остатки погребальных пелен и много глиняных, реже — медных сосудов, содержавших некогда пищу и питьё. Сохранность глиняных гробов и сводов объясняется дренажными приспособлениями: осушка холмов достигалась вертикальными глиняными трубами, опущенными в почву.
В межвоенный период руины Ура были детально исследованы англо-американской экспедицией во главе с Леонардом Вулли. Среди находок Вулли, прогремевших на весь мир, — гробница царицы Шубад, штандарт войны и мира с древнейшими изображениями боевых колесниц и урские арфы — первые известные учёным струнные музыкальные инструменты. Большинство экспонатов поступило в Британский музей.
Под руководством Вулли был освобождён от тысячелетних заносов величественный зиккурат в Уре. Десятилетия спустя Саддам Хуссейн распорядился вернуть памятнику «первоначальный облик» и учинил его перестройку — событие, получившее крайне неоднозначную оценку учёных. Во время Иракской войны американцы развернули в непосредственном соседстве с городищем авиабазу Али, за что также подверглись критике археологов.